# ジャーノ・デッルンブリア
ジャーノ・デッルンブリア（伊: Giano dell'Umbria）は、イタリア共和国ウンブリア州ペルージャ県にある、人口約3,700人の基礎自治体（コムーネ）。

## 地理

### 位置・広がり

#### 隣接コムーネ
隣接するコムーネは以下の通り。
- カステル・リタルディ
- グアルド・カッタネーオ
- マッサ・マルターナ
- モンテファルコ
- スポレート

### 気候分類・地震分類
ジャーノ・デッルンブリアにおけるイタリアの気候分類 (it) および度日は、zona E, 2344 GGである。
また、イタリアの地震リスク階級 (it) では、zona 2 (sismicità media) に分類される。

## 行政

### 分離集落
ジャーノ・デッルンブリアには、以下の分離集落（フラツィオーネ）がある。
- Bastardo, Castagnola, Fabbri, Macciano, Montecchio, San Sabino, Morcicchia